# 解釈
解釈（かいしゃく、希: ἑρμηνεία (hermeneia)、羅: interpretatio、独: Auslegung、英: Interpretation）は、主として以下のような意味で用いられる。
- 文章や作品や物事の意味を、受け手の視点で、理解したり説明したりすること[注 1]。
- 技法的な理解。
- ある表現に対して同じ物の表現として別の表現を与える行為、あるいはその実際の置き換え行為[注 2]。 外国語や古典語の翻訳･現代語訳と同義になる場合がある。
- 個人的・恣意的な理解の仕方（相対性・多様性・恣意性があることを喚起するための呼称）。

## 概念

### ギリシャ・ラテン
ギリシャ語ではhermeneia、ラテン語ではinterpretatioと表現し、表現、説明、解説、翻訳、通訳などといった意味で用いられてきた。それらの語では、解釈とは、それ自体では意味が明確ではない言葉・作品・物事を、理解可能な形で表現しなおす、という意味で用いられていたので、このような意味が「解釈」の意味の基本になっている。

### 西欧文化
西欧の伝統的な分野の例を挙げると、文学・哲学の古典的著作、聖書（旧約聖書・新約聖書）、法典・法律などでは、解釈の技法を必要としており、それらは文献学、神学、法学などの分野で解釈が行われており、各分野ごとに独自の発展をしている。
遡れば、すでに古代ギリシャにおいて、「解釈術（techne hermeneutike）」という言葉が用いられており、神託や詩を理解するための技法のことを指していた。アリストテレスの論理学著作群『オルガノン』内の一書である『命題論』も、原題は『解釈について』（希: Περὶ Ἑρμηνείας (Peri Hermeneias)）である。
17世紀中頃に西欧で、文献学、神学、法学などの解釈の技法・手法・理論などを統一して、一般的・汎用的な学問できるのではないかと構想されるなかで「解釈学」という用語が考案された。各分野の解釈技法を「特殊解釈学」と見立てて、全体を統合して「一般解釈学」が構築できないか、という視点である。

### 法律分野
法律分野での解釈は、特に「法解釈」と呼ばれている。
法それ自体は、世の中の事象を広く守備範囲とするために、ある程度抽象的な表現となっている。従って、法を適用するに際しては、法と具体的事案との間にこれを適用しうる関係があることを、具体的に言葉で表現しなければならなくなる。このようにして「法解釈」が存在する。法解釈においても、文献解釈としての論理的そして言語上の整合性という事象論と、法の現実問題に対する適用性の目的論の対立が存在し、そもそも法律における「客観性」とは何か？　という命題は、法哲学における根本的問題の一つとなっている。

### 現代論理学
関係づけ、対応付けをすること。
一例を挙げると述語論理学では、ある議論領域を確定しておいて、述語記号に特定の性質や関係を結びつけること。

## 注意を喚起させるための用法
同じ文章・作品・物事であっても、理解しようとする人の個人的な立場や関心によって、理解の仕方が異なる時に、その理解を「解釈」と呼ぶ。そこに相対性や恣意性があるということを注意させるために、あえて「解釈」と呼ぶ。
例えば現代思想の分野においては、「あらゆる知というのは、（相対的・多様な）解釈である」とし、その相対性や多様性を強調する人も多い。